# Hovhannes Bédros XVIII Kasparian
Hovhannes Bédros XVIII Kasparian (né au Caire en Égypte le 20 janvier 1927 - mort à Beyrouth au Liban le 16 janvier 2011 ), ordonné prêtre le 13 avril 1952 pour l'Institut du Clergé Patriarcal de Bzommar, est le 18e primat de l'Église catholique arménienne entre le 5 août 1982 et le 28 novembre 1998, date de son retrait.

## Biographie
Hovhannes Bédros est consacré le 25 février 1973 par Ignace Pierre XVI Batanian avec comme co-consécrateurs Georges Layek (de) et Raphaël Bayan (de).

## Succession apostolique
Hovhannes Bédros XVIII Kasparian a ordonné les évêques suivants :
- Archevêque Joseph Basmadjan (de), I.C.P.B. (1984)
- Évêque Vartan Achkarian (de), C.A.M. (1988)
- Archevêque Boutros Marayati (de) (1990)
- Patriarche Nerses Bedros XIX Tarmouni (1990)
- Évêque Joseph Arnaouti (de), I.C.P.B. (1990)
- Évêque Manuel Batakian (de), I.C.P.B. (1995)
- Évêque Hovhannes Tertzakian (de), C.A.M. (1995)